# Sporz Original Outbreak
Sporz Original Outbreak est un jeu de société dans lequel chaque joueur incarne un astronaute qui est soit sain, soit muté par une spore qui s'empare de l'esprit de son hôte. Le but est :
- pour les astronautes sains, de tuer ou guérir tous les mutés,
- pour les astronautes mutés, de muter ou tuer tous les astronautes sains.

De nombreux rôles permettent d'avoir des informations sur l'autre camp. Les deux camps évoluant au cours du temps, il est crucial pour les joueurs de chaque camp de partager les informations, tout en doutant de leurs compagnons.
Ce jeu est inspiré du jeu Mafia ainsi que Les Loups-garous de Thiercelieux.

## Description
Dans un vaisseau spatial envoyé pour coloniser une nouvelle planète, une spore s'est développée et commence à se répandre dans le vaisseau. Cette spore s'empare de l'esprit de son humain hôte et cherche à tout prix à survivre, même s'il faut pour cela tuer d'autres humains qui tentent de se guérir.

## Historique
Sporz est né en septembre 2004 au Lycée Joffre de Montpellier.

## Règles du jeu
La partie doit être menée par une personne ne prenant pas part au jeu en lui-même. Le meneur distribue un rôle à chaque joueur, soit au hasard, soit à son idée ; chacun découvre secrètement son identité.
Il y a deux camps de joueurs : les mutants et les astronautes sains. Le but de chaque camp est d'être l'unique camp à bord du vaisseau.
Les tours de jeu sont rythmés par une période de jour et une période de nuit. Durant la nuit, tous les joueurs ont les yeux fermés. À ce moment-là, chaque personne ayant un rôle se réveille, appelé par le meneur de jeu, et effectue les opérations définies par son rôle. Le lendemain matin, tout le monde se réveille et ouvre les yeux.
Étant prévenus de la présence d'une spore par l'ordinateur de bord (i.e. le meneur de jeu), les joueurs non-mutants tentent alors de détecter qui est mutant, en essayant de ne pas donner l'impression d'être mutant. Les mutants quant à eux vont tenter de se faire passer pour des gens sains. Cependant, pour éviter une propagation trop rapide de la spore, les joueurs ne peuvent pas se regrouper en groupe de plus de 4.
À la fin du débat, chaque joueur vote en secret, avec la possibilité de voter blanc. S'il y a majorité de blanc, rien ne se passe. Mais s'il y a une majorité de gens qui pensent que quelqu'un est coupable, la personne désignée est déclarée hors-jeu, et son rôle ainsi que son état (muté ou non) est révélé.
Toute la subtilité du jeu réside d'une part dans l'observation et les tractations « sociales » entre les joueurs, mais aussi dans le partage d'information, certains rôles pouvant avoir des informations complémentaires qui peuvent se révéler décisives, ou s'ils sont mutants, pouvant semer le doute parmi l'équipage du vaisseau.

### Rôles particuliers
- Mutant de base : premier mutant.
- Mutants : Ont la possibilité de muter une personne, ou de tuer.
- Médecin : soigne une personne (ou tue).
- Psychologue : connaît l'état d'une personne (mutant ou sain).
- Généticien : connaît le génome d'une personne.
- Informaticien : connaît le nombre de mutants présents.
- Espion : sait ce qui est arrivé à quelqu'un pendant la nuit (qui a fait des actions sur la personne, et quelles actions).
- Hacker : pirate l'information d'un rôle entre généticien, psychologue et informaticien (avec espion, si variante).
- Traître : est sain mais joue pour les mutants.
- Simple astronaute : n'a pas de capacité particulière.

### Génomes
En plus des rôles, chaque joueur a un génome. Comme pour toute maladie, il y a des gens qui sont génétiquement résistants face à cette maladie, alors que d'autres peuvent être faibles face à cette maladie :
- Les résistants ne peuvent jamais être muté. Toute tentative échoue, mais consomme tout de même le tour de jeu des mutants.
- Les hôtes ne peuvent jamais être guéris de leur état du muté, si jamais ils sont mutés.
- Les génomes normaux constituent la majeure partie de l'équipage, et peuvent être mutés puis guéris et re-mutés, et ainsi de suite.

Il est à noter que le mutant de base est toujours de génome « hôte ».